# (4216) Neunkirchen
(4216) Neunkirchen est un astéroïde de la ceinture principale.

## Description
(4216) Neunkirchen est un astéroïde de la ceinture principale. Il fut découvert le 14 janvier 1988 à La Silla par Henri Debehogne. Il présente une orbite caractérisée par un demi-grand axe de 2,36 UA, une excentricité de 0,17 et une inclinaison de 4,5° par rapport à l'écliptique.

## Compléments